# Nshavan
Nshavan ou Nchavan (en arménien Նշավան ; jusqu'en 1946 Arpavar, puis jusqu'en 1967 Lusakert) est une communauté rurale du marz d'Ararat en Arménie. Fondée en 1925, elle se situe dans la région d'Artachat, à 17 km au sud d'Erevan et à 14 km de la ville d'Artachat.
En 2008, elle compte 1 812 habitants.